# Coleophora aphanombra
Coleophora aphanombra é uma espécie de mariposa do gênero Coleophora pertencente à família Coleophoridae.